# Корлето Пертикара
Корлето Пертикара (итал. Corleto Perticara) је насеље у Италији у округу Потенца, региону Базиликата.
Према процени из 2011. у насељу је живело 2459 становника. Насеље се налази на надморској висини од 785 м.

## Становништво
| 1951. | 1961. | 1971. | 1981. | 1991. | 2001. | 2011. |
| ----- | ----- | ----- | ----- | ----- | ----- | ----- |
| 5.241 | 4.962 | 3.959 | 3.668 | 3.345 | 3.018 | 2.607 |